# Доходный дом Заварской
Дохо́дный до́м Анастаси́и Гео́ргиевны Зава́рской — здание в Потаповском переулке Басманного района Москвы. Было построено в 1911—1912 годах на средства купца Павла Заварского и предназначалось для сдачи в аренду состоятельным горожанам. Проект возглавили архитекторы Семён Дорошенко и Иван Кондратенко. Вскоре после завершения строительства права собственности на здание были оформлены на супругу Заварского, Анастасию Георгиевну. С тех пор дом фигурирует в документах под её именем. Имеет статус объекта культурного наследия регионального значения.

## История

### Заварские
На начало XX века участки под современными домами № 10 и 12 в Потаповском переулке относились к территории городской усадьбы Головиных. В конце 1900-х годов южную её часть выкупил Павел Заварский — сын преуспевающего купца и владельца фабрик по производству картона и бумаги Ивана Семёновича Заварского. Купленная земля была одной из самых дорогих в столице — помимо расположения в центре, она находилась рядом с церковью Успения Пресвятой Богородицы. Храм представлял собой выдающийся образец «нарышкинского барокко» и был признан одним из самых красивых в Москве как по мнению многих поколений москвичей, так и гостей города. По легенде, даже Наполеон во время захвата столицы приказал не наносить урона храму и не поджигать его при отступлении.

### Строительство
На половине нового владения Заварских решено было построить современный доходный дом. Возглавить проект пригласили архитекторов Семёна Дорошенко и Ивана Кондратенко, которые на тот момент долгое время работали в соавторстве. Кондратенко уже был опытным мастером, и хотя утратил зрение в возрасте 32 лет, архитектуру он не оставил и работал благодаря помощи учеников и коллег. Для дома Заварского он создал из глины макет здания, проектной работой занимался Дорошенко. Фасад был решен в неоготическом стиле и выполнен в виде рыцарского замка: входная группа оформлена как арка подъёмных ворот, по обе стороны от нее расположены выступающие башенки с эркерами и характерными для оборонительных сооружений машикулями, по фронтону под крышей тянулся ряд окон-«бойниц». После начала Первой мировой войны готический стиль перестал использоваться в архитектуре московских зданий, поэтому дом Заварской стал одним из последних его образцов. Интерьеры были декорированы совершенно в другом стиле: вдохновением для них послужили узоры из палат Романовых на Варварке, поскольку дом строился в период подготовки к празднованию 300-летнего юбилея монаршего дома. В росписи стен применены традиционные русские цветочные и анималистические мотивы.

### Дальнейшая история
После окончания строительства Павел Заварский передал права собственности супруге Анастасии Георгиевне, которая уже в 1914 году продала дом Александру Павловичу Троицкому, дьякону близлежащей Успенской церкви. Согласно другим источникам, новым владельцем стал инженер-механик Николай Васильевич Авдеев. После революции здание национализировали и отдали под коммунальное жильё, а с 1930-х годов квартиры в нём стали получать сотрудники НКВД.
После распада СССР первый этаж стали сдавать в аренду под офисные помещения, другие этажи остались жилыми. 22 апреля 2014 года дом получил статус объекта культурного наследия регионального значения.

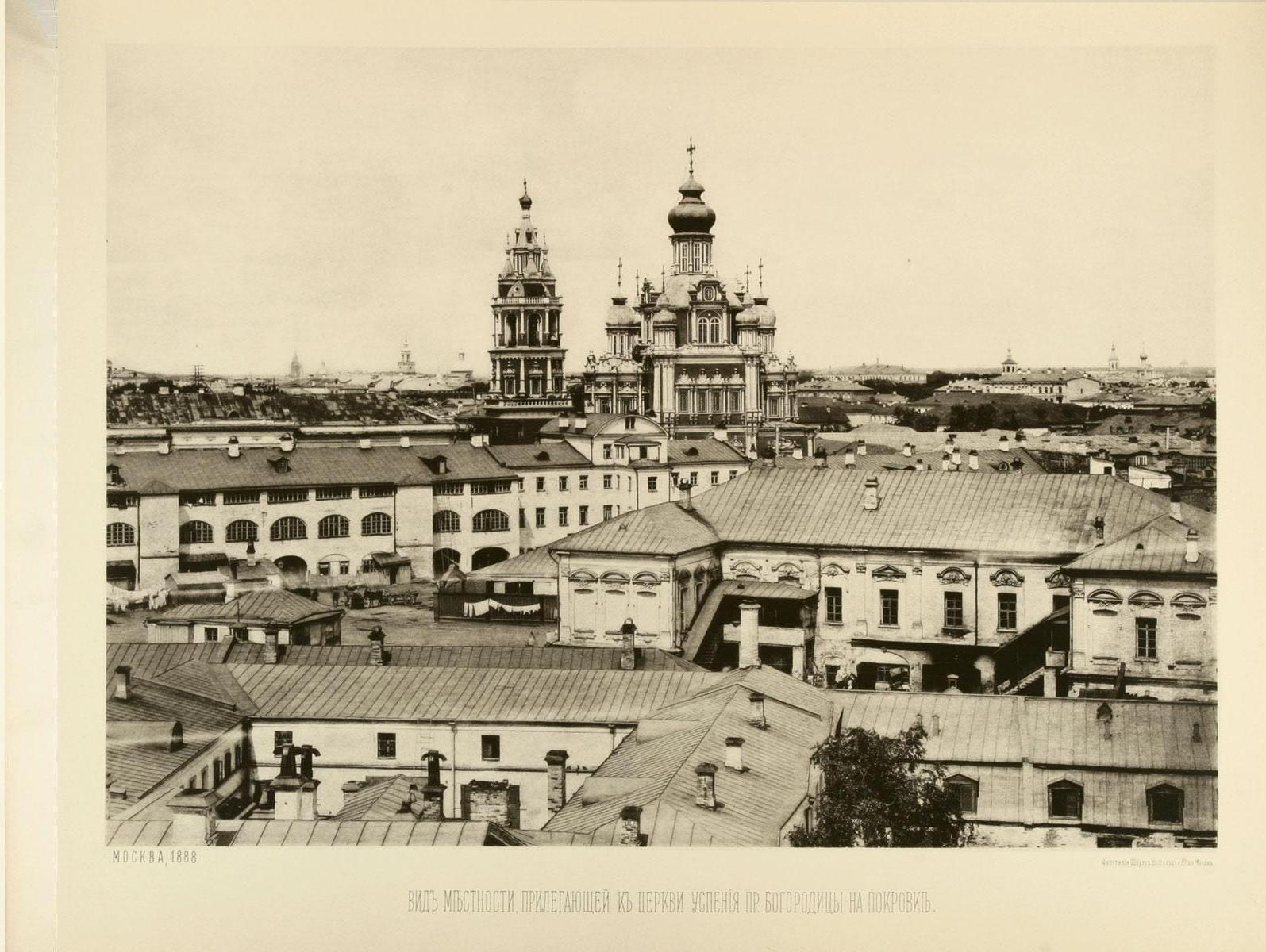
Вид местности, прилегающей к храму Богородицы на Покровке, Николай Найдёнов, 1888 год
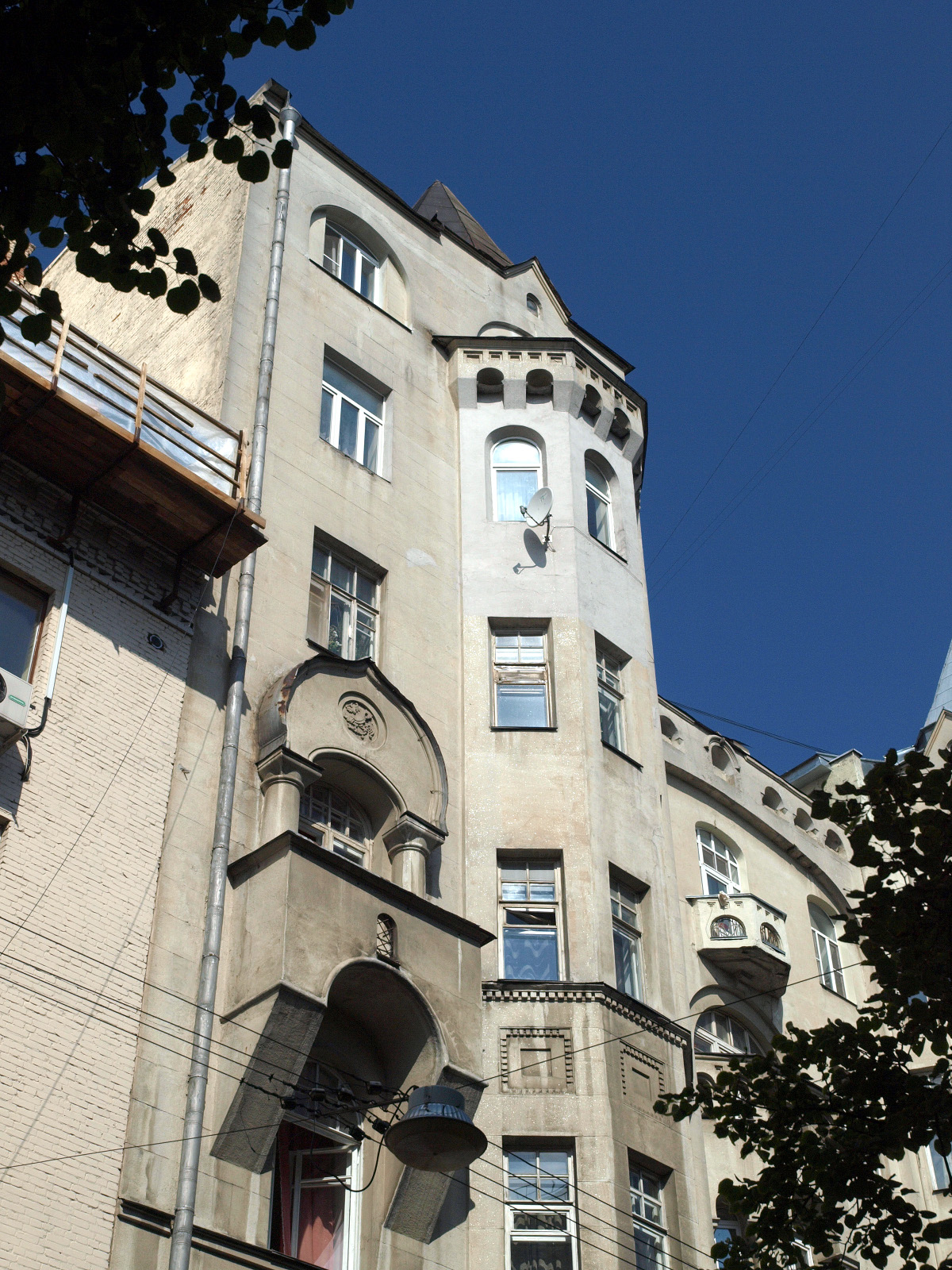
Оформление левого крыла, 2009 год
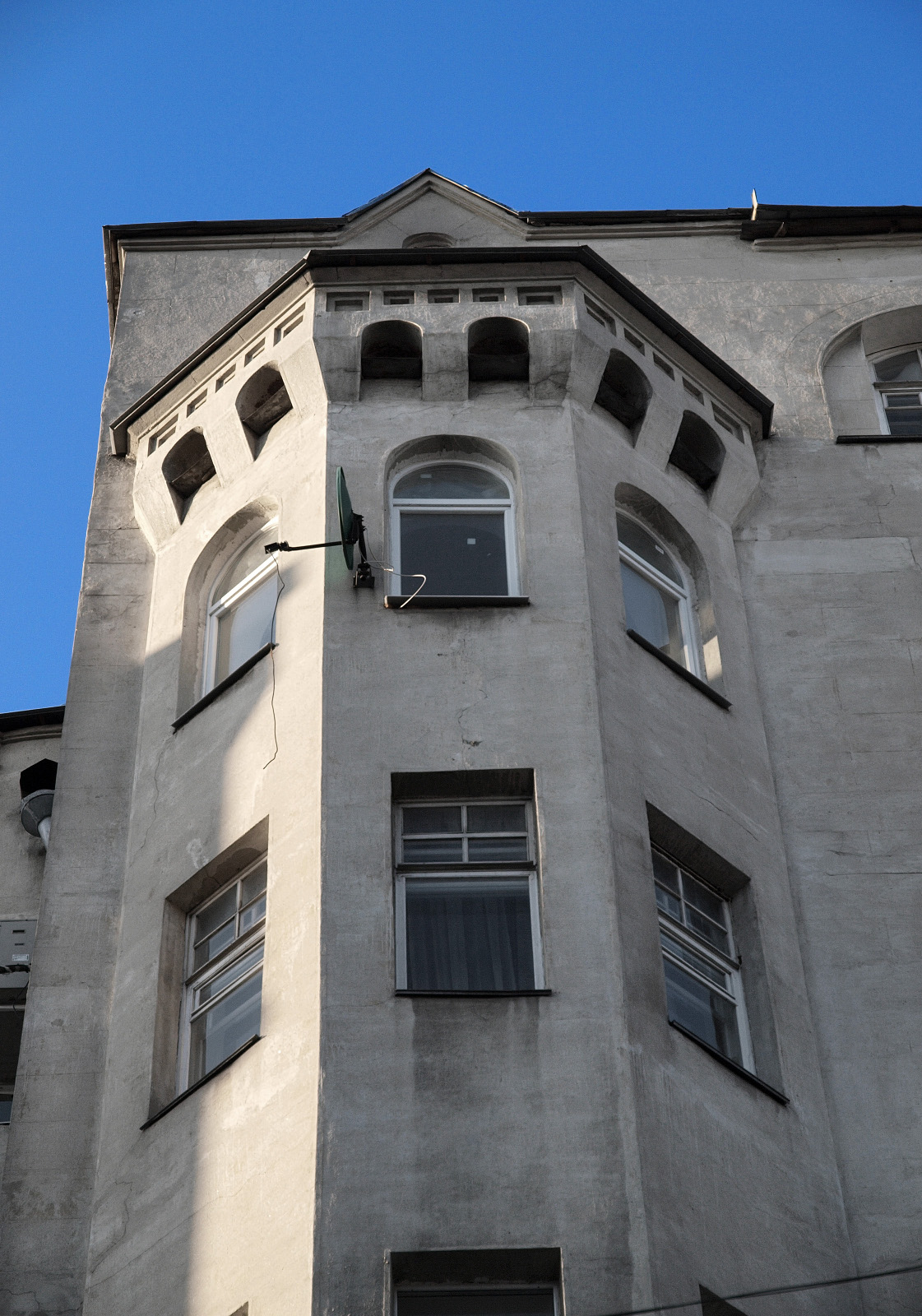
Крыло здания, 2009 год